# Elda Grin
Elda Grin (Էլդա Գրին) (Tbiliszi, 1928. március 10. – Jereván, 2016. október 27.) örmény író, pszichológus professzor, jogi szakértő. A kriminalisztikai pszichológiai vizsgálatok megalapítója Örményországban.

## Élete
1928-ban született Tbilisziben. 1937-ben az édesapját, aki a Szövetségi Olajkutató Intézet igazgatója volt, politikai okokból letartóztatták, és Kalimába deportálták. A család Jerevánba költözött. 1943-tól 1947-ig a jereváni Orosz Pedagógiai Intézet idegennyelv szakán folytatta tanulmányait. 1955-ben megvédte a pszicholingvisztika disszertációját. Ugyanezen évtől kezdve a Jereván Állami Egyetemen pszichológiát tanított, a pszichológia professzora lett. 1968 óta az örmény kriminalisztikai pszichiátriai vizsgálatok alapítója, és ugyanezen év óta szakértő pszichológusként dolgozott.
1985 óta tagja volt az Örmény Írók Szövetségének. Körülbelül 140 tudományos munkát, köztük tankönyveket és kézikönyveket írt, amelyek az elsők voltak az országban, különösen a jogi pszichológia területén. 2004 óta a Pedagógiai-Pszichológiai Akadémia teljes jogú tagja. Történeteit Moszkvában és Jerevánban tették közzé, örmény és orosz nyelven írta. A Kezek című novelláját mindkét nyelven publikálta. A történetet a világ 35 nyelvére lefordították, többek között izlandi, luxemburgi, kínai, japán, hindi, héber nyelvre.

## A családja
A lányai Örményországban elismert művészek: a legidősebb, Marina Abrahamyan - a zongorista, a legfiatalabb, Anna Elbakyan - a színházi és filmszínésznő, a fia Samvel Abrahamyan, a történész és a nyelvész.

## Művei
- Éjszakai vázlat (1973)
- Az én kertem (1983)
- Pompásan akarunk élni (2000)
- Requiem (2002)
- Álmok tere (2004)
- Ez a csodálatos khaki szín (2008)
- Csendélet a fekete háttérrel (2011)

### Magyar nyelven
- Sikoly (Dájbukát Borbély László fordítása)[2]
- Kezek (Kali Kinga fordítása)[3]
- Égvirág (Dájbukát Borbély László fordítása)[4]

## Fordítás
- Ez a szócikk részben vagy egészben  az   Elda Grin című orosz Wikipédia-szócikk ezen változatának fordításán alapul.  Az eredeti cikk szerkesztőit annak laptörténete sorolja fel. Ez a jelzés csupán a megfogalmazás eredetét és a szerzői jogokat jelzi, nem szolgál a cikkben szereplő információk forrásmegjelöléseként.